# Beren
Beren egy szereplő Tolkien világában, a Szilmarilok és a Beren és Lúthien című művekben jelenik meg. Elmenekült Dorthonionból, és Doriathban megpillantotta Lúthien Tinúvielt, Thingol és Melian lányát, és beleszeretett. Thingol csak akkor egyezett bele egybekelésükbe, ha előbb Beren hoz neki egy szilmarilt Morgoth vaskoronájából. Beren megesküszik, hogy hoz egy szilmarilt Thingolnak. A küldetésben segítségére lesz Finrod Felagund király, Nargothrond ura, de őket és tíz társukat fogságba vetik a Tol-in-Gaurhothon. Finrod ott elpusztul, de Lúthien kiszabadítja Berent, és később együtt, szövetkezve Huannal, Celegorm kutyájával bejutnak Angbandba, és ellopnak egy szilmarilt, de amikor kimennek, az Angband kapuját őrző farkas, Carcharoth leharapja Beren kezét a szilmarillal. Doriathban Beren és Huan elpusztul a Farkassal vívott harcban, de Lúthien halandó lesz, és Berennel visszatér a Tol Galenre.

## Üldöztetés Dorthonionban
Barahir nem hagyta ott Dorthoniont, és tizenkét társával a Tar Aeluin vize mellett táboroztak. Morgoth megparancsolta Szauronnak, hogy kutassa fel őket. Barahir egyik társa Angrim fia Gorlim volt. A feleségét, Eilinelt, akit nagyon szeretett, elhurcolták, s Gorlim nem tudta, hogy megölték-e. Időről időre visszament a házához, és egyszer meglátta az ablakból Eilinelt, amint panaszolta, hogy az ura elhagyta. De utána Szauron vadászai elfogták, és megkínozták, de Gorlim feltételt szabott Szauronnak, hogy kapja vissza Eilinelt, és legyen szabad. Szauron elfogadta, és Gorlim elárulta Barahirt. Eilinel azonban halott volt, és Szauron megölte Gorlimot is. 
Másnap Barahirt és társait egy kivétellel levágták. Barahir ugyanis elküldte a fiát, Berent, hogy kémlelje ki az ellenséget, és álmában Gorlim megjelent neki, elmondta árulásának történetét. Kérte, siessen megmenteni az embereket. Beren viszont már csak akkor ért vissza, amikor Szauron főkapitánya felmutatta Barahir kezét Felagund gyűrűjével:ezt kellett vinniük Szauronnak. De Beren levágta a kapitányt, és elmenekült a gyűrűvel. Dorthonionban kószált, és az orkok réme lett. Végül Szauron akkora vérdíjat tűzött ki a fejére, mint Fingonéra, a noldák nagykirályáéra.

## Menekülés Dorthonionból
Négy év múltán Berennek mégis el kellett menekülnie Dorthonionból, mert Morgoth Szauron vezetésével sereget küldött ellene, amiben váltott farkasok voltak. Tél idején az Ered Gorgorothon, az Iszonyat Hegyein át eljutott a Doriath és Dorthonion között elterülő földre, Dungothreb pusztájára, ahol Ungoliant leszármazottai éltek, s ahol Szauron és Melian hatalma összecsapott. Az út során megőszült és görnyedt lett, de eljutott Doriath északi határvidékére, és Melian Öve nem akadályozta meg a bejutásban.

## Doriathban
Doriathban Beren meglátta a táncoló Lúthien Tinúvielt, Szürkeköpenyes Thingol király lányát, akibe beleszerelmesedett. Lúthien Menegrothba vezette Berent, és közölte Thingollal, hogy össze akar házasodni Berennel, de Thingol király csak egy  szilmarilért volt hajlandó Berenhez adni a lányát. Beren ezek után Lúthiennel bolyongott Doriathban, majd együtt indultak el Angbandba.